# Campeonato Paraguaio de Futebol de 2020
A División Profesional do Campeonato Paraguaio de Futebol de 2020, também conhecida como Primera División de 2020, División de Honor de 2020 e oficialmente como Copa de Primera TIGO–Visión Banco de 2020 por conta do patrocínio, foi 86.ª temporada da principal divisão do futebol paraguaio. A liga contou com a participação de 12 times e foi organizada pela entidade máxima do futebol no Paraguai, a Associação Paraguaia de Futebol (APF). A temporada começou em 17 de janeiro e terminou em 30 de dezembro de 2020, foi dividida em dois torneios próprios e independentes, o Apertura no primeiro semestre do ano e o Clausura no segundo semestre, e por conta disso, coroou dois campeões no ano. O Olimpia foi o defensor do título depois de faturar os dois torneios da temporada de 2019.
Em 26 de setembro, o Cerro Porteño venceu o Torneo Apertura e conquistou seu trigésimo terceiro campeonato da primeira divisão, o título com uma rodada de antecipação após uma vitória sobre o River Plate por 3–1. Já o Torneo Clausura foi vencido pelo Olimpia, que conquistou seu quadragésimo quinto campeonato nacional após derrotar o Guaraní nos pênaltis na final disputada em 30 de dezembro.
O torneio foi suspenso de 13 de março a 21 de julho devido à pandemia de COVID-19.

## Regulamento

### Sistema de disputa
A Copa de Primera de 2020 foi disputada por doze clubes e dividida em dois torneios oficiais: Torneo Apertura e Torneo Clausura. Antes da pandemia, cada torneio teria fase única, em partidas de ida e volta, no sistema de pontos corridos. Ao final das 22 rodadas de cada torneio – Apertura e Clausura –, o clube com mais pontos seria declarado campeão. Com o reinício do certame após a suspensão, o Torneo Apertura continuou sem modificação, já o Torneo Clausura acabou sendo disputado no sistema de pontos corridos com partidas só de ida e uma fase final eliminatória no sistema mata-mata. Ao final da temporada, os dois piores pontuadores com base na média de pontos acumulada por partida ("promédios") nas últimas três temporadas, incluída a atual, caíram direto para a segunda divisão de 2021.

### Critérios de desempate
Em caso de empate no número de pontos ganhos, foram aplicados os critérios de desempate, na seguinte ordem:
1. Jogo extra (somente no caso de empate na primeira posição)
2. Maior saldo de gols
3. Mais gols pró (marcados)
4. Mais gols marcados como visitante
5. Sorteio

### Vagas em outras competições
Os clubes campeões do Apertura e do Clausura e os dois primeiros times (com exceção dos dois campeões) da classificação geral (Apertura + Clausura) se classificaram à Taça Libertadores de 2021, os quatro clubes (originalmente eram três) subsequentes (com exceção dos já classificados à Taça Libertadores) se classificaram à Copa Sul-Americana de 2021. Pelo regulamento original, o campeão (ou vice-campeão ou melhor colocado) da Copa do Paraguai de 2020 ficaria com a quarta e última vaga para a Copa Sul-Americana de 2021.
| Posição | Classificação para a |
| ------- | --- |
| 1–4     | - Taça Libertadores de 2021 - 1–2: Fase de grupos da Taça Libertadores de 2021 - 3: Segunda fase da Taça Libertadores de 2021 - 4: Primeira fase da Taça Libertadores de 2021 |
| 5–8     | - Primeira fase da Copa Sul-Americana de 2021 |

## Participantes

### Informações dos clubes
| Equipe           | Cidade      | Departamento     | Estádio (mando)          | Capac. | Título (último)       | Ref. |
| ---------------- | ----------- | ---------------- | ------------------------ | ------ | --------------------- | ---- |
| 12 de Octubre    | Itauguá     | Central          | Luis Salinas             | 10 000 | 0 (nenhum)            |      |
| Cerro Porteño    | Assunção    | Distrito Capital | General Pablo Rojas      | 45 000 | 32 (último em 2017–C) |      |
| General Díaz     | Luque       | Central          | Adrián Jara              | 04 000 | 0 (nenhum)            |      |
| Guaraní          | Assunção    | Distrito Capital | Rogelio Silvino Livieres | 05 380 | 1 (último em 2016–C)  |      |
| Guaireña         | Villarrica  | Guairá           | Parque del Guairá        | 12 000 | 0 (nenhum)            |      |
| Libertad         | Assunção    | Distrito Capital | Dr. Nicolás Leoz         | 10 100 | 20 (último em 2017–A) |      |
| Nacional         | Assunção    | Distrito Capital | Arsenio Erico            | 04 434 | 9 (último em 2013–A)  |      |
| Olimpia          | Assunção    | Distrito Capital | Manuel Ferreira          | 23 732 | 44 (atual campeão)    |      |
| River Plate      | Assunção    | Distrito Capital | River Plate              | 06 500 | 0 (nenhum)            |      |
| San Lorenzo      | San Lorenzo | Central          | Gunther Vogel            | 05 000 | 0 (nenhum)            |      |
| Sol de América   | Assunção    | Distrito Capital | Luis Alfonso Giagni      | 11 000 | 2 (último em 1991)    |      |
| Sportivo Luqueño | Luque       | Central          | Feliciano Cáceres        | 26 974 | 2 (último em 1953)    |      |

## Torneio Apertura
Artigo principal: Campeonato Paraguaio de Futebol de 2020 - Apertura
- O primeiro torneio, denominado Dr. Emilio Insfrán Villalba em homenagem ao dirigente do Sportivo Luqueño falecido em agosto de 2019,[10] foi a 121.ª edição da Primera División da APF. Teve início em 17 de janeiro e terminou em 4 de outubro (antes da pandemia COVID-19, sua conclusão estava marcada para 31 de maio).[2][3][11]
- As 12 equipes jogaram no sistema de pontos corridos, em partidas de ida e volta, num total de 22 jogos para cada uma.[9]
- O clube com a maior pontuação foi declarado campeão do Apertura de 2020.[9]

### Classificação
| Pos | Equipe            | Pts | J  | V  | E  | D  | GP | GC | SG  | Classificação                               |
| --- | ----------------- | --- | -- | -- | -- | -- | -- | -- | --- | ------------------------------------------- |
| 1   | Cerro Porteño (C) | 50  | 22 | 15 | 5  | 2  | 37 | 14 | +23 | Fase de grupos da Copa Libertadores de 2021 |
| 2   | Olimpia           | 45  | 22 | 13 | 6  | 3  | 54 | 20 | +34 |                                             |
| 3   | Libertad          | 44  | 22 | 13 | 5  | 4  | 43 | 23 | +20 |                                             |
| 4   | Guaraní           | 41  | 22 | 11 | 8  | 3  | 30 | 16 | +14 |                                             |
| 5   | River Plate       | 29  | 22 | 8  | 5  | 9  | 23 | 30 | −7  |                                             |
| 6   | Guaireña FC       | 27  | 22 | 6  | 9  | 7  | 30 | 29 | +1  |                                             |
| 7   | Nacional          | 25  | 22 | 6  | 7  | 9  | 22 | 22 | 0   |                                             |
| 8   | Sportivo Luqueño  | 25  | 22 | 6  | 7  | 9  | 22 | 32 | −10 |                                             |
| 9   | 12 de Octubre     | 21  | 22 | 5  | 6  | 11 | 23 | 39 | −16 |                                             |
| 10  | Sol de América    | 19  | 22 | 4  | 7  | 11 | 23 | 40 | −17 |                                             |
| 11  | San Lorenzo       | 16  | 22 | 2  | 10 | 10 | 18 | 36 | −18 |                                             |
| 12  | General Díaz      | 14  | 22 | 3  | 5  | 14 | 22 | 46 | −24 |                                             |

### Resultados
| Mandante \ Visitante | 12O | CCP | GEN | GFC | GUA | LIB | NAC | OLI | RIV | SSL | SOL | SLU |
| -------------------- | --- | --- | --- | --- | --- | --- | --- | --- | --- | --- | --- | --- |
| 12 de Octubre        | —   | 1–4 | 3–3 | 0–2 | 1–3 | 0–3 | 0–2 | 0–3 | 0–1 | 1–0 | 3–1 | 3–2 |
| Cerro Porteño        | 1–0 | —   | 0–1 | 2–2 | 1–0 | 2–1 | 1–0 | 2–0 | 3–1 | 4–1 | 4–1 | 2–1 |
| General Díaz         | 1–1 | 1–3 | —   | 1–1 | 0–1 | 0–2 | 0–2 | 1–3 | 2–1 | 2–1 | 1–1 | 1–3 |
| Guaireña             | 3–3 | 1–2 | 2–1 | —   | 1–1 | 3–2 | 0–0 | 0–1 | 2–0 | 4–0 | 2–0 | 0–1 |
| Guaraní              | 2–2 | 1–0 | 0–0 | 0–0 | —   | 1–1 | 1–0 | 0–3 | 3–0 | 0–0 | 1–1 | 3–0 |
| Libertad             | 1–1 | 0–0 | 5–1 | 5–2 | 1–3 | —   | 2–0 | 1–1 | 2–1 | 3–0 | 2–1 | 0–0 |
| Nacional             | 0–0 | 0–0 | 3–0 | 3–0 | 1–2 | 1–2 | —   | 1–0 | 1–2 | 2–0 | 2–2 | 1–2 |
| Olimpia              | 4–0 | 1–1 | 2–1 | 1–1 | 1–2 | 2–1 | 4–0 | —   | 1–1 | 4–2 | 4–0 | 7–0 |
| River Plate          | 0–2 | 0–2 | 3–2 | 2–1 | 1–0 | 1–2 | 1–1 | 0–4 | —   | 4–2 | 3–0 | 0–0 |
| San Lorenzo          | 1–0 | 1–1 | 2–1 | 1–1 | 1–1 | 1–2 | 1–1 | 2–2 | 0–0 | —   | 1–1 | 0–0 |
| Sol de América       | 0–1 | 0–1 | 3–1 | 2–1 | 1–2 | 1–3 | 1–1 | 2–4 | 0–0 | 2–1 | —   | 1–0 |
| Sportivo Luqueño     | 2–1 | 0–1 | 4–1 | 1–1 | 0–3 | 1–2 | 1–0 | 2–2 | 0–1 | 0–0 | 2–2 | —   |

1. ↑  Foi atribuído o placar de 3–0 para o Olimpia, pois o Guaraní colocou em campo mais jogadores estrangeiros do que o permitido. A partida originalmente terminou com a vitória do Guaraní por 4–2.[12]

## Torneio Clausura
- O segundo torneio, denominado Profesor Cristóbal Maldonado, foi a 123.ª edição da Primera División da APF. Teve início em 16 de outubro e terminou em 30 de dezembro.[2][3][13]
- As 12 equipes jogaram uma primeira fase no sistema de pontos corridos, em turno único, num total de 11 jogos para cada uma. Os 8 melhores times se classificaram para os playoffs. O mata-mata foi disputado em quartas de final, semifinais e final, em partidas únicas com direto a desempate nos pênaltis.[9][13]
- O clube vencedor da final da fase eliminatória foi declarado campeão do Clausura de 2020.[9]

### Classificação
| Pos | Equipe           | Pts | J  | V | E | D | GP | GC | SG  | Classificação |
| --- | ---------------- | --- | -- | - | - | - | -- | -- | --- | ------------- |
| 1   | 12 de Octubre    | 20  | 11 | 6 | 2 | 3 | 15 | 12 | +3  | Play-offs     |
| 2   | Nacional         | 19  | 11 | 4 | 7 | 0 | 18 | 12 | +6  | Play-offs     |
| 3   | Cerro Porteño    | 19  | 11 | 5 | 4 | 2 | 16 | 11 | +5  | Play-offs     |
| 4   | Libertad         | 18  | 11 | 5 | 3 | 3 | 20 | 15 | +5  | Play-offs     |
| 5   | Guaraní          | 18  | 11 | 5 | 3 | 3 | 11 | 7  | +4  | Play-offs     |
| 6   | Olimpia          | 17  | 11 | 5 | 2 | 4 | 20 | 16 | +4  | Play-offs     |
| 7   | Sol de América   | 16  | 11 | 4 | 4 | 3 | 19 | 14 | +5  | Play-offs     |
| 8   | Guaireña         | 14  | 11 | 3 | 5 | 3 | 10 | 14 | −4  | Play-offs     |
| 9   | San Lorenzo      | 12  | 11 | 2 | 6 | 3 | 13 | 15 | −2  |               |
| 10  | Sportivo Luqueño | 11  | 11 | 3 | 2 | 6 | 13 | 19 | −6  |               |
| 11  | River Plate      | 9   | 11 | 2 | 3 | 6 | 10 | 17 | −7  |               |
| 12  | General Díaz     | 3   | 11 | 0 | 3 | 8 | 12 | 25 | −13 |               |

### Resultados
| Mandante \ Visitante | 12O | CCP | GEN | GFC | GUA | LIB | NAC | OLI | RIV | SSL | SOL | SLU |
| -------------------- | --- | --- | --- | --- | --- | --- | --- | --- | --- | --- | --- | --- |
| 12 de Octubre        | —   | 2–1 | 2–1 | 3–0 | 1–0 | —   | —   | —   | —   | 0–1 | —   | —   |
| Cerro Porteño        | —   | —   | 3–1 | —   | —   | 1–0 | —   | 1–0 | —   | 1–1 | 0–0 | 2–0 |
| General Díaz         | —   | —   | —   | —   | —   | 3–4 | —   | —   | 0–0 | 0–1 | 2–5 | 0–1 |
| Guaireña             | —   | 1–1 | 1–1 | —   | —   | 0–3 | —   | 2–1 | —   | 2–2 | —   | 1–0 |
| Guaraní              | —   | 1–1 | 2–0 | 1–0 | —   | —   | —   | 2–0 | —   | 2–1 | —   | 2–1 |
| Libertad             | 3–0 | —   | —   | —   | 1–1 | —   | 0–2 | 2–1 | 3–1 | —   | 0–2 | —   |
| Nacional             | 1–1 | 4–3 | 2–2 | 0–0 | 0–0 | —   | —   | —   | —   | —   | —   | —   |
| Olimpia              | 2–1 | —   | 4–2 | —   | —   | —   | 1–1 | —   | 3–1 | 3–1 | —   | —   |
| River Plate          | 1–2 | 1–2 | —   | 1–2 | 1–0 | —   | 1–1 | —   | —   | —   | —   | —   |
| San Lorenzo          | —   | —   | —   | —   | —   | 2–2 | 1–1 | —   | 0–0 | —   | 2–2 | 1–2 |
| Sol de América       | 0–0 | —   | —   | 1–1 | 1–0 | —   | 2–3 | 1–3 | 2–3 | —   | —   | —   |
| Sportivo Luqueño     | 2–3 | —   | —   | —   | —   | 2–2 | 1–3 | 2–2 | 2–0 | —   | 0–3 | —   |

### Play-offs
|  | Quartas de final | Quartas de final | Quartas de final |             |       | Semifinal      | Semifinal | Semifinal |  |  | Final | Final | Final |  |
|  |                  |                  |                  |             |       |                |           |           |  |  |       |       |       |  |
|  | 1                | 12 de Octubre    | 1                |             |       |                |           |           |  |  |       |       |       |  |
|  | 1                | 12 de Octubre    | 1                |             |       |                |           |           |  |  |       |       |       |  |
|  | 8                | Guaireña         | 2                |             |       |                |           |           |  |  |       |       |       |  |
|  | 8                | Guaireña         | 2                |             | 8     | Guaireña       | 0         |           |  |  |       |       |       |  |
|  |                  |                  |                  |             | 8     | Guaireña       | 0         |           |  |  |       |       |       |  |
|  |                  |                  | 5                | Guaraní     | 1     |                |           |           |  |  |       |       |       |  |
|  | 4                | Libertad         | 5                | Guaraní     | 1     | 1              |           |           |  |  |       |       |       |  |
|  | 4                | Libertad         |                  |             |       |                |           |           |  |  |       |       |       |  |
|  | 5                | Guaraní          | 3                |             |       |                |           |           |  |  |       |       |       |  |
|  | 5                | Guaraní          | 3                |             | 5     | Guaraní        | 2 (4)     |           |  |  |       |       |       |  |
|  |                  |                  |                  |             |       |                |           |           |  |  |       |       |       |  |
|  |                  |                  | 6                | Olimpia (p) | 2 (5) |                |           |           |  |  |       |       |       |  |
|  | 2                | Nacional         | 6                | Olimpia (p) | 2 (5) | 0              |           |           |  |  |       |       |       |  |
|  | 2                | Nacional         |                  |             |       |                |           |           |  |  |       |       |       |  |
|  | 7                | Sol de América   | 1                |             |       |                |           |           |  |  |       |       |       |  |
|  | 7                | Sol de América   | 1                |             | 7     | Sol de América | 2         |           |  |  |       |       |       |  |
|  |                  |                  |                  |             | 7     | Sol de América | 2         |           |  |  |       |       |       |  |
|  |                  |                  | 6                | Olimpia     | 4     |                |           |           |  |  |       |       |       |  |
|  | 3                | Cerro Porteño    | 6                | Olimpia     | 4     | 1 (1)          |           |           |  |  |       |       |       |  |
|  | 3                | Cerro Porteño    |                  |             |       |                |           |           |  |  |       |       |       |  |
|  | 6                | Olimpia (p)      | 1 (4)            |             |       |                |           |           |  |  |       |       |       |  |

#### Quartas de final
| 22 de dezembro de 2020 | Nacional | 0 – 1     | Sol de América    | Assunção                                              |  |
| 18:30                  |          | Relatório | - Mudo Valdez 82' | Estádio: Manuel Ferreira Árbitro: Mario Díaz de Vivar |  |

| 22 de dezembro de 2020                              | Cerro Porteño      | 1 – 1 (1–4 pen.)                                                 | Olimpia             | Assunção                                           |  |
| 21:00                                               | - Enzo Giménez 15' | Relatório                                                        | - Jorge Recalde 10' | Estádio: Defensores del Chaco Árbitro: Éber Aquino |  |
|                                                     |                    | Penalidades                                                      |                     |                                                    |  |
| - Nelson Valdez - Mathías Villasanti - Enzo Giménez |                    | - Alejandro Silva - Néstor Camacho - Diego Polenta - Iván Torres |                     |                                                    |  |

| 23 de dezembro de 2020 | 12 de Octubre      | 1 – 2     | Guaireña                 | Villa Elisa                                       |  |
| 18:30                  | - Álex Garcete 74' | Relatório | - Lucas González 8', 24' | Estádio: Luis Alfonso Giagni Árbitro: José Méndez |  |

| 23 de dezembro de 2020 | Libertad            | 1 – 3     | Guaraní                                                               | Luque                                                    |  |
| 21:00                  | - Óscar Cardozo 13' | Relatório | - Fernando Fernández 49' - Cecilio Domínguez 80' - Raúl Bobadilla 86' | Estádio: Feliciano Cáceres Árbitro: Juan Gabriel Benítez |  |

#### Semifinal
| 27 de dezembro de 2020 | Sol de América                            | 2 – 4     | Olimpia                                                                      | Assunção                                              |  |
| 18:30                  | - Iván Cazal 83' - Milciades Portillo 89' | Relatório | - Iván Torres 54' - Jorge Recalde 55' - Richard Ortiz 67' - Diego Torres 82' | Estádio: Defensores del Chaco Árbitro: Carlos Benítez |  |

| 27 de dezembro de 2020 | Guaireña | 0 – 1     | Guaraní              | Assunção                                                  |  |
| 21:00                  |          | Relatório | - José Florentín 72' | Estádio: General Pablo Rojas Árbitro: Mario Díaz de Vivar |  |

#### Final
| 30 de dezembro de 2020                                                                         | Guaraní                                | 2 – 2 (4–5 pen.)                                                                 | Olimpia                                          | Assunção                                                            |  |
| 19:30 (UTC−3)                                                                                  | - Nicolás Maná 36' - Cristian Báez 39' | Relatório                                                                        | - Jorge Recalde 57' - Alejandro Silva 69' (pen.) | Estádio: Estádio Defensores del Chaco Árbitro: Juan Gabriel Benítez |  |
|                                                                                                |                                        | Penalidades                                                                      |                                                  |                                                                     |  |
| - Cristian Báez - Miguel Benítez - Jorge Morel - José Florentín - Bautista Merlini - Bobadilla |                                        | - Alejandro Silva - Diego Polenta - Iván Torres - Domingo - Ortiz - Braian Ojeda |                                                  |                                                                     |  |

## Classificação Geral
| Pos | Equipe            | Pts | J  | V  | E  | D  | GP | GC | SG  | Classificação                               |
| --- | ----------------- | --- | -- | -- | -- | -- | -- | -- | --- | ------------------------------------------- |
| 1   | Cerro Porteño (C) | 69  | 33 | 20 | 9  | 4  | 53 | 25 | +28 | Fase de grupos da Taça Libertadores de 2020 |
| 2   | Olimpia (C)       | 62  | 33 | 18 | 8  | 7  | 74 | 36 | +38 | Fase de grupos da Taça Libertadores de 2020 |
| 3   | Libertad          | 62  | 33 | 18 | 8  | 7  | 63 | 38 | +25 | Segunda fase da Taça Libertadores de 2020   |
| 4   | Guaraní           | 59  | 33 | 16 | 11 | 6  | 41 | 23 | +18 | Primeira fase da Taça Libertadores de 2020  |
| 5   | Nacional          | 44  | 33 | 10 | 14 | 9  | 40 | 34 | +6  | Primeira fase da Copa Sul-Americana de 2020 |
| 6   | Guaireña          | 41  | 33 | 9  | 14 | 10 | 40 | 43 | −3  | Primeira fase da Copa Sul-Americana de 2020 |
| 7   | 12 de Octubre     | 41  | 33 | 11 | 8  | 14 | 38 | 51 | −13 | Primeira fase da Copa Sul-Americana de 2020 |
| 8   | River Plate       | 38  | 33 | 10 | 8  | 15 | 33 | 47 | −14 | Primeira fase da Copa Sul-Americana de 2020 |
| 9   | Sportivo Luqueño  | 36  | 33 | 9  | 9  | 15 | 35 | 51 | −16 |                                             |
| 10  | Sol de América    | 35  | 33 | 8  | 11 | 14 | 42 | 54 | −12 |                                             |
| 11  | San Lorenzo       | 28  | 33 | 4  | 16 | 13 | 31 | 51 | −20 |                                             |
| 12  | General Díaz      | 17  | 33 | 3  | 8  | 22 | 34 | 71 | −37 |                                             |

## Rebaixamento
O promédio de pontos de uma equipe consiste no quociente que se obtém da divisão entre sua pontuação acumulada nos torneios disputados nas últimas três temporadas e a quantidade de partidas que jogou durante esse período. Com base no dito cálculo, se determina quais são as equipes que descerão à segunda divisão. Em caso de igualdade de pontos para definir qual equipe será rebaixada, haverá uma partida extra.
| Pos. | Equipe           | Pts. 2018 | Pts. 2019 | Pts. 2020 | Total | J   | Prom. | Rebaixamento                   |
| ---- | ---------------- | --------- | --------- | --------- | ----- | --- | ----- | ------------------------------ |
| 1    | Olimpia          | 102       | 108       | 62        | 272   | 121 | 2.248 |                                |
| 2    | Cerro Porteño    | 82        | 80        | 69        | 231   | 121 | 1.909 |                                |
| 3    | Libertad         | 76        | 85        | 62        | 223   | 121 | 1.843 |                                |
| 4    | Guaraní          | 48        | 69        | 59        | 176   | 121 | 1.455 |                                |
| 5    | Nacional         | 65        | 52        | 44        | 161   | 121 | 1.331 |                                |
| 6    | Sol de América   | 63        | 57        | 35        | 155   | 121 | 1.281 |                                |
| 7    | Guaireña         | —         | —         | 41        | 41    | 33  | 1.242 |                                |
| 8    | 12 de Octubre    | —         | —         | 41        | 41    | 33  | 1.242 |                                |
| 9    | River Plate      | —         | 52        | 38        | 90    | 77  | 1.169 |                                |
| 10   | Sportivo Luqueño | 46        | 52        | 36        | 134   | 121 | 1.107 |                                |
| 11   | San Lorenzo (R)  | —         | 49        | 28        | 77    | 77  | 1     | Rebaixamento à Segunda Divisão |
| 12   | General Díaz (R) | 46        | 41        | 16        | 103   | 121 | 0.851 | Rebaixamento à Segunda Divisão |

 Atualizado com os jogos disputados em 19 de dezembro de 2020. Fonte: APF (em castelhano)

## Estatísticas da temporada
| 0Gols0 | Jogador            | Clube                      |
| ------ | ------------------ | -------------------------- |
| 13     | Sebastián Ferreira | Libertad                   |
| 10     | Roque Santa Cruz   | Olimpia                    |
| 9      | Néstor Camacho     | Olimpia                    |
| 8      | Óscar Cardozo      | Libertad                   |
| 8      | Fernando Fernández | Guaraní                    |
| 8      | Pablo Zeballos     | 12 de Octubre              |
| 7      | Raúl Bobadilla     | Guaraní                    |
| 7      | Diego Churín       | Cerro Porteño              |
| 7      | Derlis González    | Olimpia                    |
| 7      | Isidro Pitta       | Sportivo Luqueño / Olimpia |
| 7      | Jorge Recalde      | Olimpia                    |

| 0Gols0 | Jogador            | Clube            |
| ------ | ------------------ | ---------------- |
| 9      | Jorge Recalde      | Olimpia          |
| 7      | Roque Santa Cruz   | Olimpia          |
| 6      | Pablo Velázquez    | General Díaz     |
| 5      | Óscar Cardozo      | Libertad         |
| 4      | Pablo Zeballos     | 12 de Octubre    |
| 4      | Cecilio Domínguez  | Guaraní          |
| 4      | Sebastián Ferreira | Libertad         |
| 4      | Jorge Ortega       | Sportivo Luqueño |
| 4      | Nildo Viera        | Sol de América   |

## Premiação
| Campeonato Paraguaio de Futebol de 2020 Primeira Divisão | Campeonato Paraguaio de Futebol de 2020 Primeira Divisão |
| Torneo Apertura                                          | Torneo Clausura                                          |
| -------------------------------------------------------- | -------------------------------------------------------- |
| Club Cerro Porteño Campeão (33º título)                  | Olimpia Campeão (45º título)                             |